# Sept-Sorts
Sept-Sorts [sɛt sɔʁ]  est une commune française située dans le département de Seine-et-Marne en région Île-de-France.

## Géographie

### Localisation
La commune est située sur la rive gauche de la Marne, à 2,5 km au sud-ouest de La Ferté-sous-Jouarre et 2,5 km au nord-ouest de Jouarre.

### Communes limitrophes
| Ussy-sur-Marne |            | La Ferté-sous-Jouarre |
| Sammeron       | Sept-Sorts |                       |
|                |            | Jouarre               |

### Géologie et relief
La commune est classée en zone de sismicité 1, correspondant à une sismicité très faible. L'altitude varie de 50 mètres à 150 mètres pour le point le plus haut , le centre du bourg se situant à environ 91 mètres d'altitude (mairie).

### Hydrographie

#### Réseau hydrographique

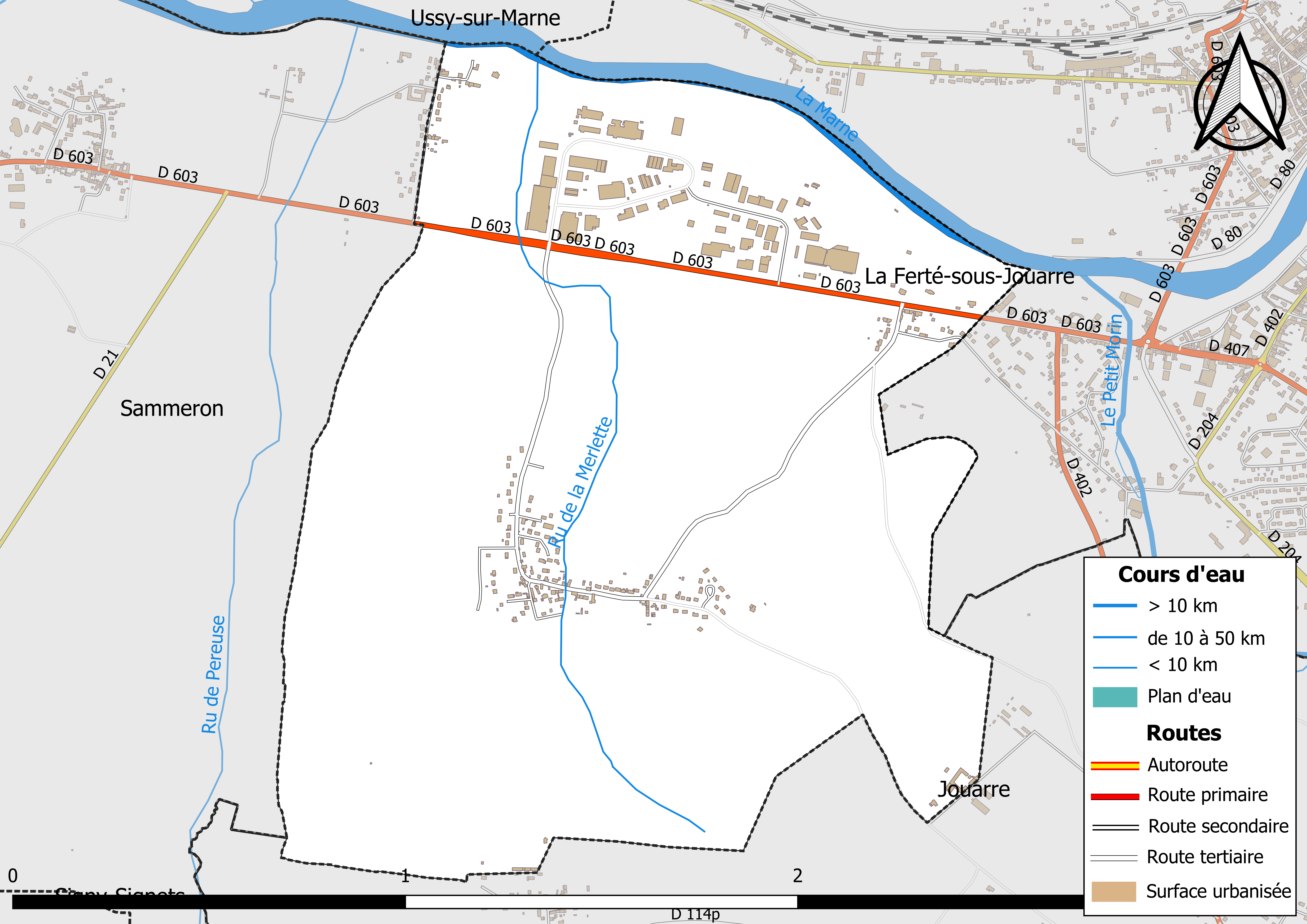
Carte des réseaux hydrographique et routier de Sept-Sorts.

Le réseau hydrographique de la commune se compose de deux cours d'eau référencés :
- la rivière la Marne, longue de 514,26 km[3], principal affluent de la Seine ;
  - le ru de la Merlette, long de 2,43 km[4], affluent de la Marne.

Par ailleurs, son territoire est également traversé par l’aqueduc de la Dhuis.
La longueur totale des cours d'eau sur la commune est de 6,63 km.

#### Gestion des cours d'eau
Afin d’atteindre le bon état des eaux imposé par la Directive-cadre sur l'eau du 23 octobre 2000, plusieurs outils de gestion intégrée s’articulent à différentes échelles : le SDAGE, à l’échelle du bassin hydrographique, et le SAGE, à l’échelle locale. Ce dernier fixe les objectifs généraux d’utilisation, de mise en valeur et de protection quantitative et qualitative des ressources en eau superficielle et souterraine. Le département de Seine-et-Marne est couvert par six SAGE, au sein du bassin Seine-Normandie.
La commune fait partie du SAGE « Petit et Grand Morin », approuvé le 21 octobre 2016. Le territoire de ce SAGE comprend les bassins du Petit Morin (630 km2) et du Grand Morin (1 185 km2). Le pilotage et l’animation du SAGE sont assurés par le syndicat mixte d'aménagement et de gestion des Eaux (SMAGE) des 2 Morin, qualifié de « structure porteuse ».

### Climat
Pour des articles plus généraux, voir Climat de l'Île-de-France et Climat de Seine-et-Marne.
En 2010, le climat de la commune est de type climat océanique dégradé des plaines du Centre et du Nord, selon une étude du CNRS s'appuyant sur une série de données couvrant la période 1971-2000. En 2020, Météo-France publie une typologie des climats de la France métropolitaine dans laquelle la commune est exposée à un climat océanique altéré et est dans la région climatique Nord-est du bassin Parisien, caractérisée par un ensoleillement médiocre, une pluviométrie moyenne régulièrement répartie au cours de l’année et un hiver froid (3 °C).
Pour la période 1971-2000, la température annuelle moyenne est de 10,6 °C, avec une amplitude thermique annuelle de 14,6 °C. Le cumul annuel moyen de précipitations est de 726 mm, avec 11,4 jours de précipitations en janvier et 8,3 jours en juillet. Pour la période 1991-2020, la température moyenne annuelle observée sur la station météorologique la plus proche, située sur la commune d'Ussy-sur-Marne à 3 km à vol d'oiseau, est de 11,3 °C et le cumul annuel moyen de précipitations est de 726,5 mm,. Pour l'avenir, les paramètres climatiques de la commune estimés pour 2050 selon différents scénarios d'émission de gaz à effet de serre sont consultables sur un site dédié publié par Météo-France en novembre 2022.
| Mois                                  | jan.            | fév.          | mars         | avril       | mai           | juin          | jui.          | août        | sep.          | oct.            | nov.           | déc.             | année      |
| ------------------------------------- | --------------- | ------------- | ------------ | ----------- | ------------- | ------------- | ------------- | ----------- | ------------- | --------------- | -------------- | ---------------- | ---------- |
| Température minimale moyenne (°C)     | 0,9             | 0,7           | 2,4          | 4           | 7,7           | 10,6          | 12,6          | 12,2        | 9,3           | 7,3             | 3,9            | 1,5              | 6,1        |
| Température moyenne (°C)              | 4               | 4,5           | 7,6          | 10,3        | 13,9          | 17            | 19,2          | 19          | 15,6          | 12              | 7,4            | 4,6              | 11,3       |
| Température maximale moyenne (°C)     | 7,1             | 8,4           | 12,7         | 16,5        | 20,1          | 23,3          | 25,9          | 25,8        | 21,8          | 16,7            | 10,9           | 7,6              | 16,4       |
| Record de froid (°C) date du record   | −15,5 07.01.09  | −15 07.02.12  | −12 13.03.13 | −9 08.04.03 | −3 05.05.1996 | 0 05.06.1991  | 3 19.07.1986  | 2 26.08.18  | −2 30.09.18   | −6,5 30.10.1985 | −11 24.11.1998 | −13,5 31.12.1996 | −15,5 2009 |
| Record de chaleur (°C) date du record | 17,5 05.01.1999 | 19 14.02.1998 | 25 25.03.03  | 30 20.04.18 | 33,5 28.05.17 | 36,2 25.06.20 | 41,3 25.07.19 | 41 12.08.03 | 35,8 15.09.20 | 29 01.10.11     | 23 07.11.15    | 17,5 17.12.15    | 41,3 2019  |
| Précipitations (mm)                   | 61,7            | 54,4          | 50,1         | 47,7        | 67,1          | 59,2          | 66,2          | 62,3        | 52,1          | 62,8            | 62,7           | 80,2             | 726,5      |

### Milieux naturels et biodiversité
Aucun espace naturel présentant un intérêt patrimonial n'est recensé sur la commune dans l'inventaire national du patrimoine naturel,,.

## Urbanisme

### Typologie
Au 1er janvier 2024, Sept-Sorts est catégorisée commune rurale à habitat dispersé, selon la nouvelle grille communale de densité à sept niveaux définie par l'Insee en 2022.
Elle est située hors unité urbaine. Par ailleurs la commune fait partie de l'aire d'attraction de Paris, dont elle est une commune de la couronne,. Cette aire regroupe 1 929 communes,.

### Lieux-dits et écarts
La commune compte 31 lieux-dits administratifs répertoriés consultables ici dont Fay-Le-Bac (partagé avec Sammeron), les Corbiers (partagé avec Jouarre), Venteuil (partagé avec  Jouarre).

### Occupation des sols
L'occupation des sols de la commune, telle qu'elle ressort de la base de données européenne d’occupation biophysique des sols Corine Land Cover (CLC), est marquée par l'importance des territoires agricoles (72,9 % en 2018), en augmentation par rapport à 1990 (69,4 %). La répartition détaillée en 2018 est la suivante : 
terres arables (70,7% ), forêts (15,6% ), zones industrielles ou commerciales et réseaux de communication (11,2% ), zones agricoles hétérogènes (2,3% ), zones urbanisées (0,3 %).
Parallèlement, L'Institut Paris Région, agence d'urbanisme de la région Île-de-France, a mis en place un inventaire numérique de l'occupation du sol de l'Île-de-France, dénommé le MOS (Mode d'occupation du sol), actualisé régulièrement depuis sa première édition en 1982. Réalisé à partir de photos aériennes, le Mos distingue les espaces naturels, agricoles et forestiers mais aussi les espaces urbains (habitat, infrastructures, équipements, activités économiques, etc.) selon une classification pouvant aller jusqu'à 81 postes, différente de celle de Corine Land Cover,,. L'Institut met également à disposition des outils permettant de visualiser par photo aérienne l'évolution de l'occupation des sols de la commune entre 1949 et 2018.

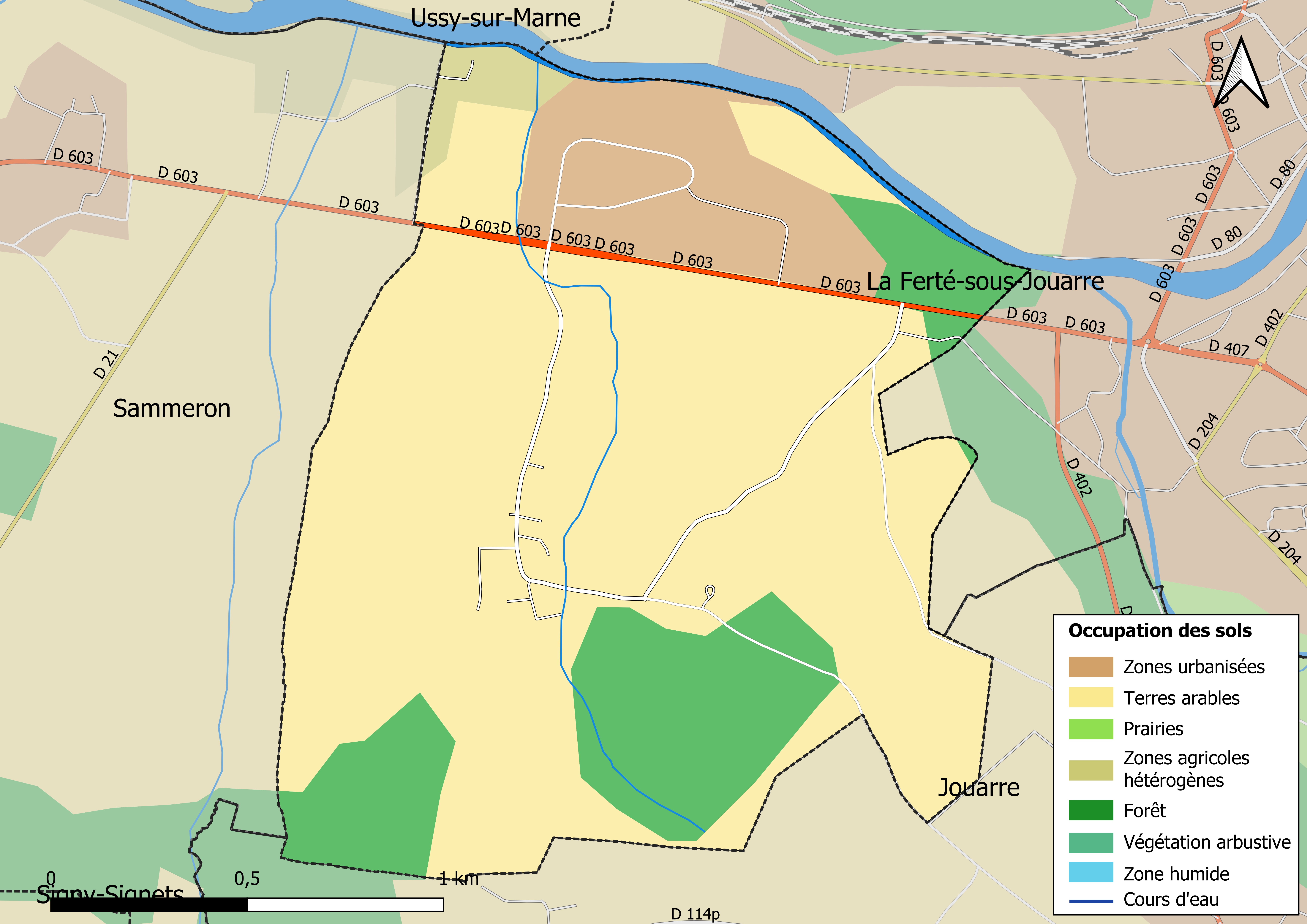
Carte des infrastructures et de l'occupation des sols en 2018 (CLC) de la commune.
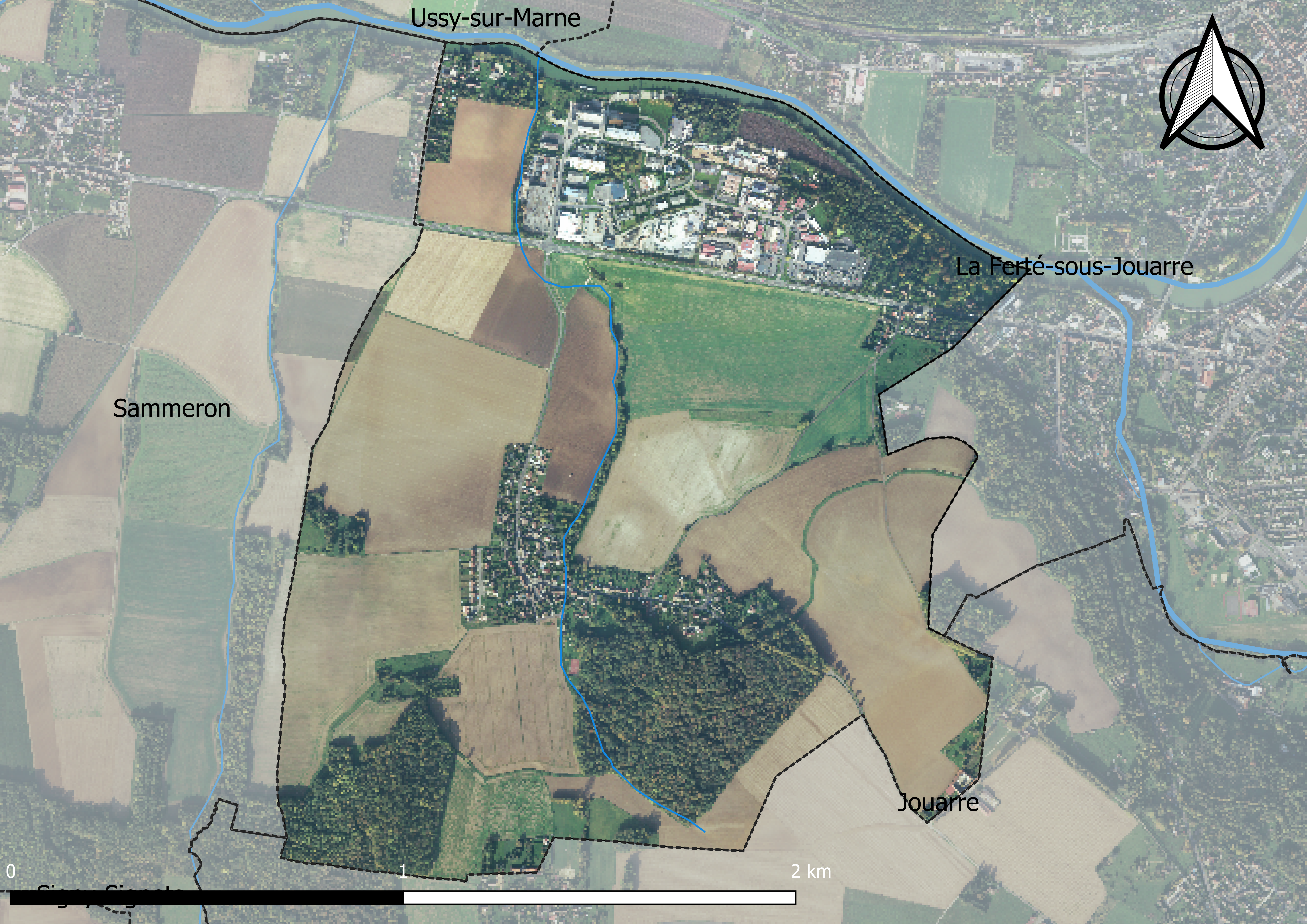
Carte orhophotogrammétrique de la commune.

### Planification
La commune, en 2019, avait engagé l'élaboration d'un plan local d'urbanisme. Un plan local d'urbanisme intercommunal couvrant le territoire de la communauté de communes de la Bassée - Montois était en élaboration,.

### Logement
En 2017, le nombre total de logements dans la commune était de 203 dont 81,5 % de maisons (maisons de ville, corps de ferme, pavillons, etc.) et 18,1 % d'appartements.
Parmi ces logements, 91,1 % étaient des résidences principales, 3 % des résidences secondaires et 5,9 % des logements vacants.
La part des ménages fiscaux propriétaires de leur résidence principale s'élevait à 78,5 % contre 20,5 % de locataires et 1,1 % logés gratuitement.

### Voies de communication et transports

#### Transports
La commune est desservie par :
- la gare de La Ferté-sous-Jouarre à 4 km ;
- les lignes suivantes du réseau de bus Brie et 2 Morin : 
  - No 40 (Sept-Sorts – La-Ferté-sous-Jouarre) ;
  - No 41A (Coulommiers – Coulommiers) ;
  - No 56 (La-Ferté-sous-Jouarre – Meaux) ;
  - No 56S (Meaux – La-Ferté-sous-Jouarre) ;
  - No 62 (La-Ferté-sous-Jouarre – Chessy).

## Toponymie
Le nom de la localité est mentionné sous les formes Villa quae Septemsortes dicitur en 1135 ; Cessors pres La Ferté en 1477 ; Sesos en 1560 ; Sessort en 1578.
Du latin : septum , « sept », et de l'ancien français Sourt, autrement écrit sourst, sort, sors (« source »).

## Histoire
Une première mention de Sept-Sorts remonte au XIIe siècle.

## Politique et administration

### Liste des maires
| Période                                  | Période  | Identité         | Étiquette | Qualité     |
| ---------------------------------------- | -------- | ---------------- | --------- | ----------- |
| Les données manquantes sont à compléter. |          |                  |           |             |
| mars 2008                                | En cours | François Arnoult |           | Agriculteur |

## Équipements et services

### Eau et assainissement
L’organisation de la distribution de l’eau potable, de la collecte et du traitement des eaux usées et pluviales relève des communes. La loi NOTRe de 2015 a accru le rôle des EPCI à fiscalité propre en leur transférant cette compétence. Ce transfert devait en principe être effectif au 1er janvier 2020, mais la loi Ferrand-Fesneau du 3 août 2018 a introduit la possibilité d’un report de ce transfert au 1er janvier 2026,.

#### Assainissement des eaux usées
En 2020, la gestion du service d'assainissement collectif de la commune de Sept-Sorts est assurée par la communauté d'agglomération Coulommiers Pays de Brie (CACPB) pour la collecte, le transport et la dépollution. Ce service est géré en délégation par une entreprise privée, dont le contrat arrive à échéance le 31 décembre 2025,,.
L’assainissement non collectif (ANC) désigne les installations individuelles de traitement des eaux domestiques qui ne sont pas desservies par un réseau public de collecte des eaux usées et qui doivent en conséquence traiter elles-mêmes leurs eaux usées avant de les rejeter dans le milieu naturel. La communauté d'agglomération Coulommiers Pays de Brie (CACPB) assure pour le compte de la commune le service public d'assainissement non collectif (SPANC), qui a pour mission de vérifier la bonne exécution des travaux de réalisation et de réhabilitation, ainsi que le bon fonctionnement et l’entretien des installations,.

#### Eau potable
En 2020, l'alimentation en eau potable est assurée par la communauté d'agglomération Coulommiers Pays de Brie (CACPB) qui en a délégué la gestion à la SAUR, dont le contrat expire le 31 décembre 2025,.

## Population et société

### Démographie
L'évolution du nombre d'habitants est connue à travers les recensements de la population effectués dans la commune depuis 1793. Pour les communes de moins de 10 000 habitants, une enquête de recensement portant sur toute la population est réalisée tous les cinq ans, les populations de référence des années intermédiaires étant quant à elles estimées par interpolation ou extrapolation. Pour la commune, le premier recensement exhaustif entrant dans le cadre du nouveau dispositif a été réalisé en 2006.

En 2022, la commune comptait 597 habitants, en évolution de +21,59 % par rapport à 2016 (Seine-et-Marne : +3,92 %, France hors Mayotte : +2,11 %).
| 1793 | 1800 | 1806 | 1821 | 1831 | 1836 | 1841 | 1846 | 1851 |
| ---- | ---- | ---- | ---- | ---- | ---- | ---- | ---- | ---- |
| 149  | 177  | 193  | 201  | 172  | 191  | 204  | 200  | 209  |

| 1856 | 1861 | 1866 | 1872 | 1876 | 1881 | 1886 | 1891 | 1896 |
| ---- | ---- | ---- | ---- | ---- | ---- | ---- | ---- | ---- |
| 186  | 171  | 163  | 160  | 132  | 131  | 168  | 131  | 117  |

| 1901 | 1906 | 1911 | 1921 | 1926 | 1931 | 1936 | 1946 | 1954 |
| ---- | ---- | ---- | ---- | ---- | ---- | ---- | ---- | ---- |
| 118  | 150  | 131  | 90   | 81   | 125  | 95   | 102  | 106  |

| 1962 | 1968 | 1975 | 1982 | 1990 | 1999 | 2006 | 2011 | 2016 |
| ---- | ---- | ---- | ---- | ---- | ---- | ---- | ---- | ---- |
| 150  | 204  | 169  | 191  | 314  | 394  | 447  | 425  | 491  |

| 2021 | 2022 | - | - | - | - | - | - | - |
| ---- | ---- | - | - | - | - | - | - | - |
| 572  | 597  | - | - | - | - | - | - | - |

### Enseignement
La commune ne dispose pas d’école primaire publique (maternelle ou élémentaire).

## Économie

### Revenus de la population et fiscalité
En 2017, le nombre de ménages fiscaux de la commune était de 180, représentant 469 personnes et la  médiane du revenu disponible par unité de consommation  de 23 400 euros.

### Emploi
En 2017 , le nombre total d’emplois dans la zone était de 422, occupant 223 actifs  résidants.
Le taux d'activité de la population (actifs ayant un emploi) âgée de 15 à 64 ans s'élevait à  63 % contre un taux de chômage de 11,6 %.
Les 25,4 % d’inactifs se répartissent de la façon suivante : 12,5 % d’étudiants et stagiaires non rémunérés, 8,3 % de retraités ou préretraités et 4,7 % pour les autres inactifs.

### Entreprises et commerces
En 2015, le nombre d'établissements actifs était de 81 dont 1 dans l'agriculture-sylviculture-pêche, 13 dans l’industrie, 8 dans la construction, 56 dans le commerce-transports-services divers et 3  étaient relatifs au secteur administratif.
Ces établissements ont pourvu 569 postes salariés.
- Zone industrielle de dix-sept hectares et la ZAC du Hainault de sept hectares le long de la Marne.

### Agriculture
Sept-Sorts est dans la petite région agricole dénommée les « Vallées de la Marne et du Morin », couvrant les vallées des deux rivières, en limite de la Brie. En 2010, aucune orientation technico-économique de l'agriculture ne se dégage sur la commune.
Si la productivité agricole de la Seine-et-Marne se situe dans le peloton de tête des départements français, le département enregistre un double phénomène de disparition des terres cultivables (près de 2 000 ha par an dans les années 1980, moins dans les années 2000) et de réduction d'environ 30 % du nombre d'agriculteurs dans les années 2010. Cette tendance se retrouve au niveau de la commune où le nombre d’exploitations est passé de 2 en 1988 à 0 en 2010.
Le tableau ci-dessous présente les principales caractéristiques des exploitations agricoles de Sept-Sorts, observées sur une période de 22 ans : 
|                                      | 1988 | 2000 | 2010 |
| ------------------------------------ | ---- | ---- | ---- |
| Dimension économique,                |      |      |      |
| Nombre d’exploitations (u)           | 2    | 0    | 0    |
| Travail (UTA)                        | 3    | 0    | 0    |
| Surface agricole utilisée (ha)       | 160  | 0    | 0    |
| Cultures                             |      |      |      |
| Terres labourables (ha)              | s    | 0    | 0    |
| Céréales (ha)                        | s    |      |      |
| dont blé tendre (ha)                 | s    |      |      |
| dont maïs-grain et maïs-semence (ha) | s    |      |      |
| Tournesol (ha)                       | s    |      |      |
| Colza et navette (ha)                | s    |      |      |
| Élevage                              |      |      |      |
| Cheptel (UGBTA)                      | 1    | 0    |      |

## Culture locale et patrimoine

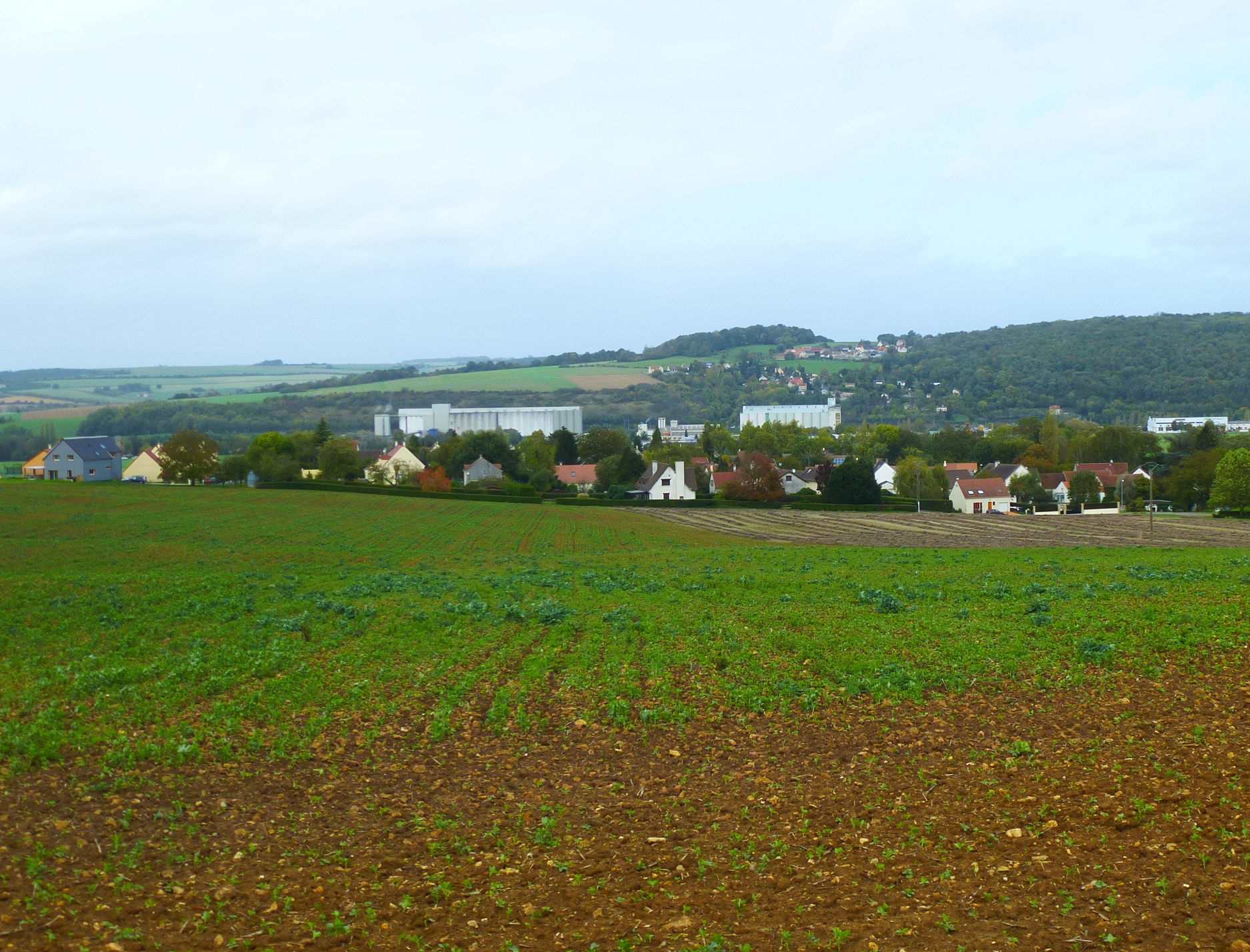
Le village et la vallée de la Marne vus de l'aqueduc de la Dhuis.

### Lieux et monuments
- Un prieuré créé au Moyen Âge et une église ont aujourd'hui disparu.
- Passage du GR11 sur l'aqueduc de la Dhuis.

### Héraldique
|  | Les armes de la commune se blasonnent ainsi : « De gueules au plateau d'argent autour duquel rayonnent sept larmes d'or. » |